# حوزه انتخابیه مرند و جلفا
حوزهٔ انتخاباتی مرند و جلفا از حوزهٔ انتخاباتی استان آذربایجان شرقی است که به مرکزیت مرند می‌باشد. هم‌اکنون سمت نمایندگی این حوزهٔ انتخابیه در یازدهمین دورهٔ مجلس شورای اسلامی، برعهدهٔ آقای  عزت الله حبیب زاده  می‌باشد.